# Site classé ou inscrit en France
 (juin 2022).
Ne pas confondre « Site classé ou inscrit », traité dans cet article, avec « Édifice classé ou inscrit au titre des monuments historiques ».

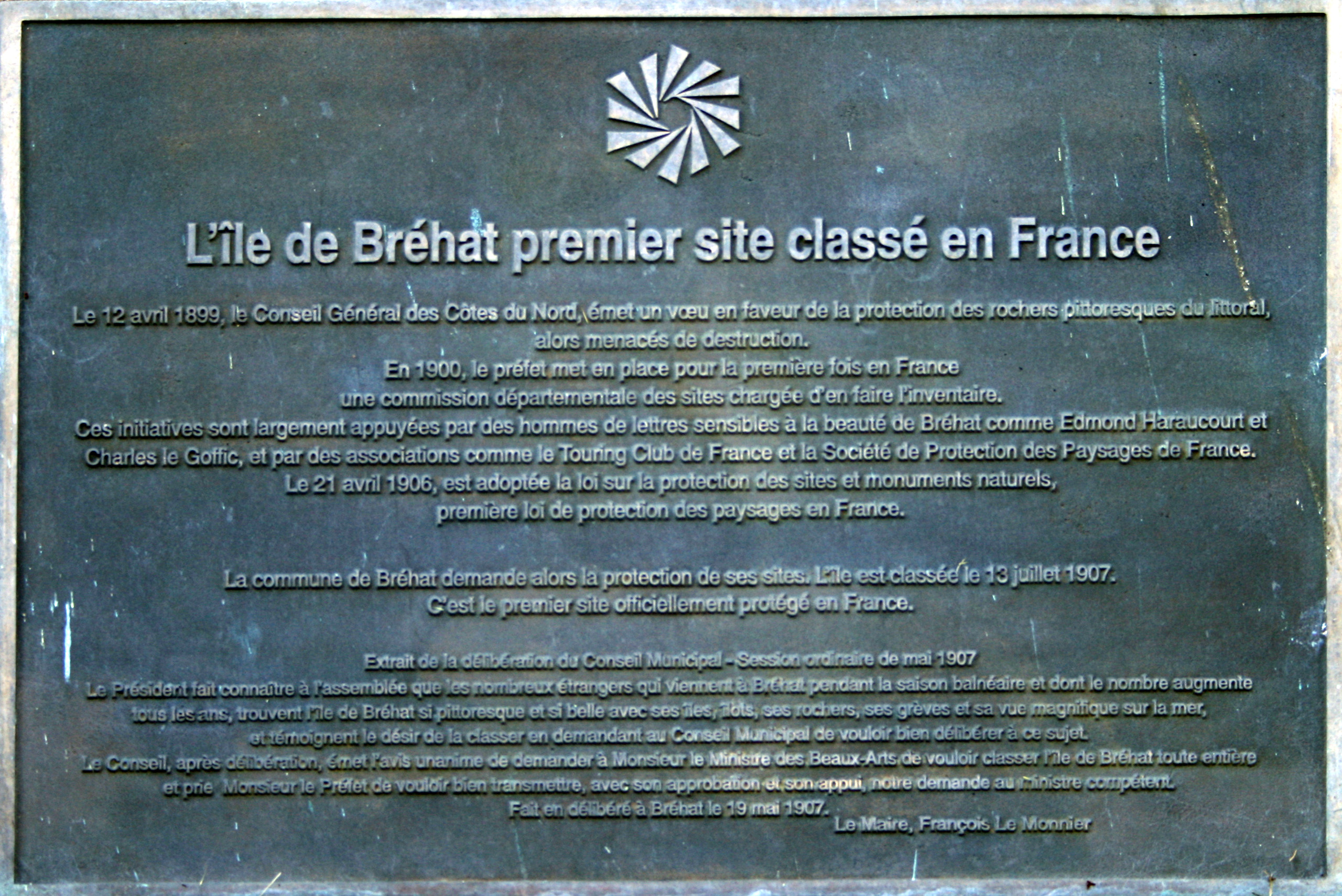
Plaque commémorant Bréhat comme premier site classé en France.

La politique des sites en France, regroupant les sites classés et inscrits, vise à la préservation d'espaces dont le caractère exceptionnel justifie une protection nationale. Cette protection, établie par les lois de 1906 et 1930, s'étend à des lieux d'un intérêt général pittoresque, artistique, historique, scientifique, ou légendaire. Initialement centrée sur des éléments ponctuels (arbres, cascades…), la politique des sites a évolué pour inclure des ensembles paysagers plus vastes (vallées, massifs montagneux…).
Le classement s'applique à des espaces naturels ou bâtis (quelle que soit leur étendue) dont la conservation est nécessaire car ils présentent des qualités indéniables et ne peuvent être modifiés sous peine de les voir dépréciés ou disparaître irrémédiablement. Ce classement justifie un suivi qualitatif, notamment effectué via une autorisation préalable pour tous travaux susceptibles de modifier l'état ou l'apparence du territoire protégé. Est ainsi permise la conservation en l'état de l'espace (entretien, restauration, mise en valeur...) ainsi que sa préservation de toutes atteintes graves (destruction, altération, banalisation...).
La France compte en 2025 près de 2 700 sites classés, soit 1 026 342 hectares, et environ 4 500 sites inscrits, soit 1 587 000 hectares. Au total, un peu plus de 4 % du territoire est protégé au titre des sites (respectivement 1,8 % pour les sites classés et 2,6 % pour les sites inscrits). Par ailleurs, 22 de ces sites sont labellisés Grand Site de France.

## Histoire

### Une prise de conscience de la valeur patrimoniale des paysages exceptionnels
En France, la préservation des sites et monuments naturels a été établie par la loi du 21 avril 1906, largement motivée par une sensibilisation croissante au sein du milieu associatif, des artistes, et des intellectuels sur la valeur patrimoniale des paysages exceptionnels. Les premières luttes en faveur de la sauvegarde des monuments naturels menacés, telles que celle de la source du Lison dans le Doubs contre un projet d'aménagement hydraulique, à l’origine de la première loi pour la protection de l’environnement
, ou celle pour la préservation des rochers de la côte de granit rose en Bretagne contre leur exploitation, ont joué un rôle déterminant dans l'émergence de cette loi.
Avant cela, la loi du 30 mars 1887 avait établi la notion de patrimoine historique, et la loi de 1906 a introduit la protection des sites et monuments naturels, formalisant ainsi la notion de patrimoine naturel. Pour la première fois, on reconnaissait que le droit de propriété, traditionnellement inviolable depuis la Révolution, pouvait être limité dans le but de préserver la beauté de la nature et de conserver des paysages remarquables au bénéfice de tous.
Charles Beauquier, député du Doubs et vice-président de la Société pour la protection des paysages de France, a joué un rôle majeur dans l'élaboration de cette loi. Le département des Côtes du Nord (Côtes d'Armor) a également été parmi les précurseurs en matière de protection du patrimoine naturel. Dès 1900, une commission a été mise en place par le préfet pour inventorier les sites pittoresques, en particulier les rochers de granit rose menacés par l'extraction de matériaux. Lors du vote de la loi, le conseil municipal de Bréhat a sollicité la protection de son île, soulignant son caractère pittoresque et la demande croissante de la classer exprimée par les visiteurs.
Le rôle des associations de protection et des personnalités qualifiées, présentes dans les commissions départementales aux côtés des élus et des administrations, a été crucial dans l'émergence de ce droit, avec des acteurs tels que le Touring club de France, le Club Alpin Français ou encore la Société pour la protection des paysages de France.
La loi du 2 mai 1930 a ensuite consolidé cette politique en réorganisant la protection des monuments naturels et des sites caractérisés par leur aspect artistique, historique, scientifique, légendaire, ou pittoresque.
Du point de vue légal, cette protection s'effectue au titre de la loi du 21 avril 1906, puis par la loi du 2 mai 1930, codifiée dans les articles L. 341-1 à 22 du code de l'environnement français lors de sa création par l'ordonnance du 18 septembre 2000. L'île de Bréhat fut en 1907 le premier site classé en vertu de la loi de 1906, néanmoins, les cascades de Gimel (Corrèze), classées à leur tour en 1912, avaient été le premier site naturel protégé, dès 1898.

### Chantier intellectuel 1424
Un rapport de l'IGEDD présente également un travail de recherche sur le chantier intellectuel 1424. Ce chantier, lancé en 1941, avait pour mission le recensement et la délimitation des sites urbains et ruraux présentant un intérêt général en France. Il a été initié dans le cadre d'un grand plan de lutte contre le chômage mis en place par le régime de Vichy alors que la France comptait un million de chômeurs sur 40 millions d'habitants. Ce grand travail de recensement a permis de classer et d'inscrire de très nombreux espaces en un temps record.
Initié pendant le régime de Vichy pour lutter contre le chômage, le chantier 1424 était dédié aux chômeurs "intellectuels". Gustave-Henri Lestel, Inspecteur général des monuments historiques, dirigeait le chantier avec une structuration plutôt déconcentrée comportant un échelon régional et départemental, architecture originale pour l'époque. Les délégués départementaux parcouraient leurs territoires pour recenser les sites, proposant des périmètres de protection, et les inspecteurs régionaux supervisaient le processus. Malgré les défis liés à la division de la France pendant la guerre, le chantier 1424 contribua à accélérer la connaissance des éléments esthétiques du pays.

## Critères
Les critères définis par la loi du 2 mai 1930 relative à la protection des monuments naturels et des sites de caractère artistique, historique, scientifique, légendaire ou pittoresque conduisent à protéger des espaces d'une très grande diversité :
- Espaces naturels qui méritent d'être préservés de toute urbanisation et de tout aménagement
- Paysages marqués tant par leurs caractéristiques naturelles que par l'empreinte de l'homme
- Parcs et jardins
- Écrins paysagers des monuments et des ensembles monumentaux pour lesquels le périmètre de protection prévu par la loi modifiée du 31 décembre 1913 sur les monuments historiques est insuffisant (zone entourant les monuments historiques).

En réalité, certains sites protégés au titre de la dite loi ne représentent pas du tout des sites naturels : il s'agit de places publiques ou de rues, avec les façades et toitures des bâtiments donnant sur ces places ou rues, même si les arbres et plantes sont complètement absents de ces lieux. Peuvent également être protégés des bâtiments isolés avec leurs abords, qu'il s'agisse de parcs ou simplement de pelouses, et que ces bâtiments soient inscrits ou classés au titre des Monuments historiques ou pas.
En 1861, pour la première fois en France, était protégé au nom de sa valeur paysagère, à la demande des peintres de l'école de Barbizon, un espace naturel d'un millier d'hectares en  forêt de Fontainebleau.
La loi sur la protection des sites prévoit deux niveaux de protection, l'inscription et le classement (comme pour les monuments historiques).

## Procédure

### Procédure d'inscription
L'initiative appartient à la commission départementale de la nature, des paysages et des sites. La commission peut décider d'elle-même de proposer l'inscription d'un site. Elle peut le faire aussi sur la proposition de l'administration, d'un particulier, d'une association ou d'une collectivité.
L'inscription est prononcée par arrêté du ministre chargé des sites. Le consentement du ou des propriétaires n'est pas requis. Celui qui conteste l'inscription peut exercer un recours contre l'arrêté d'inscription devant les juridictions administratives qui exercent un contrôle sur la légalité de la mesure.
L'arrêté portant l'inscription est notifié directement aux propriétaires du monument naturel ou du site.

### Procédure de classement
La commission départementale de la nature, des paysages et des sites se prononce sur le principe de protection d'un site sur la base d'une proposition émanant de ses membres ou de l'administration.
Une enquête est ouverte par le préfet pour permettre à tout intéressé, et non pas seulement aux propriétaires de présenter ses observations. La commission départementale de la nature, des paysages et des sites émet son avis sur le projet de classement au vu du résultat de l'enquête. La décision de classement est prise  
- par arrêté du ministre chargé de l'environnement après avis de la commission supérieure des sites, en cas d'accord du propriétaire
- par décret en Conseil d'État, après avis de la commission supérieure des sites en cas de désaccord du ou des propriétaires du site.

## Conséquences de la protection
L'inscription ou le classement d'un site lui donnent un statut de protection, garantie par l'État (Chauleur en 1978 évoque des sites naturels d'État). Il peut aussi changer son image et sa notoriété (reconnaissance d'une qualité paysagère remarquable voire exceptionnelle), ce qui peut parfois augmenter la pression humaine sur le site (parkings sauvages, apparition anarchique et/ou saisonnière d'aménagements d'accueil, de restauration…).
Ni l'inscription ni le classement n'impliquent un programme automatique de restauration écologique ou paysagère.
Cependant, s'il y a accord des collectivités concernées, un site qui s'est avec le temps dégradé (à la suite d'une surfréquentation par exemple) peut bénéficier d'une intégration dans le Réseau des grands sites de France, qui implique alors un programme de restauration. S'il fait partie d'une réserve naturelle ou est concerné par un programme de renaturation (faisant par exemple suite au Schéma régional de cohérence écologique SRCE), il peut aussi faire l'objet d'un plan de gestion restauratoire ou d'une dynamique de réhabilitation écopaysagère.

### En «site inscrit»
En « site inscrit », comme en site « en instance de classement », seules les “opérations d'exploitation courante des fonds ruraux” sont exemptées de déclaration ou d'autorisation (ce qui n'est pas le cas en site classé).
Tout projet d'aménagement ou de modification du site est soumis à un avis simple de l'ABF, à l'exception des démolitions qui sont soumises à son avis conforme.
Lorsqu'un site est inscrit, l'État intervient par une procédure de concertation en tant que conseil dans la gestion du site, par l'intermédiaire de l'Architecte des bâtiments de France qui doit être consulté sur tous les projets de modification du site. Les effets d'un site inscrit sont suspendus par l'institution d'une zone de protection du patrimoine architectural, urbain et paysager (ZPPAUP), dispositif remplacé par les aires de mise en valeur de l'architecture et du patrimoine (AVAP), puis les sites patrimoniaux remarquables.

### En «site classé»
Dans un site classé, toute modification de l'état ou l'aspect du site est soumise à autorisation spéciale (art. L. 341-10), délivrée, en fonction de la nature des travaux, soit par le ministre chargé des sites après avis de la Commission départementale de la nature, des paysages et des sites (CDNPS) voire de la Commission supérieure des sites, perspectives et paysages, soit par le préfet du département qui peut saisir la CDNPS mais doit recueillir l'avis de l'Architecte des bâtiments de France.
La loi n'autorise pas d'exception au régime d'autorisation.
- Les sites classés sont inconstructibles, sauf exception. Les travaux y sont alors encadrés par l'article L. 341-10 du Code de l'Environnement qui prévoit que : « Les monuments naturels ou les sites classés ne peuvent être ni détruits ni modifiés dans leur état ou leur aspect sauf autorisation spéciale » (ne pouvant être délivrée que par le ministre de l'environnement) ; Toute déclaration préalable de travaux y relève du préfet, après avis de l'architecte des bâtiments de France (ABF).
- Les permis de construire, permis d'aménager, ou permis de démolir sont soumis à l'autorisation préalable expresse du ministre chargé de l'Environnement, après qu'ils ont été soumis pour avis à la CDNPS.
- Certains aménagements peuvent être autorisés s'ils ne vont pas à l'encontre des motifs de classement du site.
- L'existence d'un secteur sauvegardé n'a aucun effet juridique sur les sites classés ou inscrits, ceux-ci conservant leur propre régime d'autorisation de travaux parallèlement à celui du secteur sauvegardé. La protection au titre des sites est sans incidence réelle sur l'application du Plan de sauvegarde et de mise en valeur si le site n'est qu'inscrit, mais il n'en est pas de même si le site est classé. Dans tous les cas cependant il va de soi que l'étude du Plan de sauvegarde et de mise en valeur doit avoir prévu le régime des espaces remarquables afin d'éviter les conflits quant à leur protection ou leur évolution. Pour les immeubles ou ensembles urbains protégés au titre de la loi du 2 mai 1930, la Commission nationale des secteurs sauvegardés se substitue aux Commissions départementale et supérieure des sites.
- Les projets de travaux en sites classés sont instruits par les inspecteurs des sites des Directions régionales de l'environnement, de l'aménagement et du logement (DREAL) et/ou les ABF, et sont  soumis à autorisation spéciale relevant, comme vu ci-dessus, soit du préfet soit du ministre chargé des sites.
Les dossiers sont présentés devant la Commission départementale des sites (CDNPS) présidée par le préfet de département avec l'avis de l'architecte des bâtiments de France, pour les prescriptions architecturales. Le rapporteur du dossier est soit l'inspecteur des sites, soit l'ABF, selon que le projet relève de l'aménagement paysager ou de l'architecture. Exceptionnellement, certains dossiers peuvent passer devant la « commission supérieure des sites, perspectives et paysages ».
- La publicité est interdite de manière absolue, quelle qu'en soit la forme.
- L'exploitation courante des fonds ruraux et l'entretien des constructions ne sont pas concernés par le régime d'autorisation. Comme toute activité humaine (circulation, chasse, pêche, activité de loisirs…) dès lors qu'elle ne donne pas lieu à des travaux ou installations et n'a pas d'impact sur l'aspect des lieux.

## Grands sites de France
Certains sites classés sont victimes de leur succès et subissent une surfréquentation pouvant conduire à leur détérioration. Les collectivités du territoire peuvent se saisir du problème et entamer une démarche Grand Site de France.
La gestion de ces « sites bénéficiant d'une grande renommée cherche à combiner la protection (interdiction générale de modifier l'aspect des lieux) et la valorisation, essentielle à l'économie touristique, dans un contexte souvent contraint (pressions locales pour urbaniser ou équiper le site, contestation de la protection de la part de certains acteurs, recul de l'agriculture et progression spontanée de la végétation modifiant substantiellement l'aspect des lieux, etc.) ». Dans le cadre du tourisme durable, et notamment de l'écotourisme, visant à répondre aux défis de la transition touristique, la gestion des sites naturels classés ou inscrits devient une préoccupation majeure à tous les niveaux de responsabilité publique qui cherchent à favoriser la coopération entre les professionnels du tourisme, les spécialistes de l'environnement et les propriétaires ou gestionnaires de ces sites qui doivent être porteurs de développement régional, de cohésion sociale et de protection du patrimoine naturel.
En 2024, on comptait 22 grands sites de France.

## Rôles de l'ABF et de l'inspecteur des sites
L'Architecte des bâtiments de France et l'inspecteur des sites sont les garants administratifs de la qualité du paysage. Ils veillent sur les espaces inscrits ou classés au titre des sites. L'ABF, du fait de ses compétences dans le domaine du patrimoine bâti, s'intéresse plus aux aspects construits du site et à la conservation des traces de l'empreinte humaine inscrites dans le paysage (ex. : murets, murs de soutènement, haies, talus, terrasses, ruines, canaux, etc.). L'inspecteur des sites de la DREAL veille au maintien de la qualité paysagère du site, au respect des motifs qui ont présidé à son classement. Il intègre aussi les autres dimensions environnementales dans les projets qui sont soumis à son examen, notamment  la protection des milieux naturels, écosystèmes, habitats naturels, espèces végétales, composantes de  la « naturalité » des sites dont dépend en grande partie leur qualité paysagère.
Ils donnent leurs avis sur les travaux à exécuter dans les sites.
C'est l'inspecteur des sites qui est chargé de réaliser les dossiers de classement ou d'inscription au sein de la DREAL, soit en régie soit avec l'aide d'un bureau d'études.

## Cadre législatif
La loi du 2 mai 1930 a été plusieurs fois modifiée (notamment par la loi n° 57-740 du 1er juillet 1957) et a finalement été codifiée dans le code de l'environnement, notamment les articles L. 341-1 à L. 341-22.

## Articulation avec les autres protections du patrimoine
Depuis 1906, les sites classés cohabitent avec d'autres régimes de protection, et leurs objectifs se recoupent en partie : les zones de protection du patrimoine architectural, urbain et paysager (ZPPAUP) instaurés en 1993 (remplacés en 2010 par les aires de mise en valeur de l'architecture et du patrimoine (AVAP ou AMVAP), et en 2016 par les sites patrimoniaux remarquables) et qui incluent « des paysages plus ordinaires et des espaces urbains, que le zonage permet de reconnaître et de valoriser dans des politiques intégrées de développement local », Natura 2000 qui désigne des sites d'importance communautaire au niveau européen.